# Vật lý thiên văn nguyên tử và phân tử

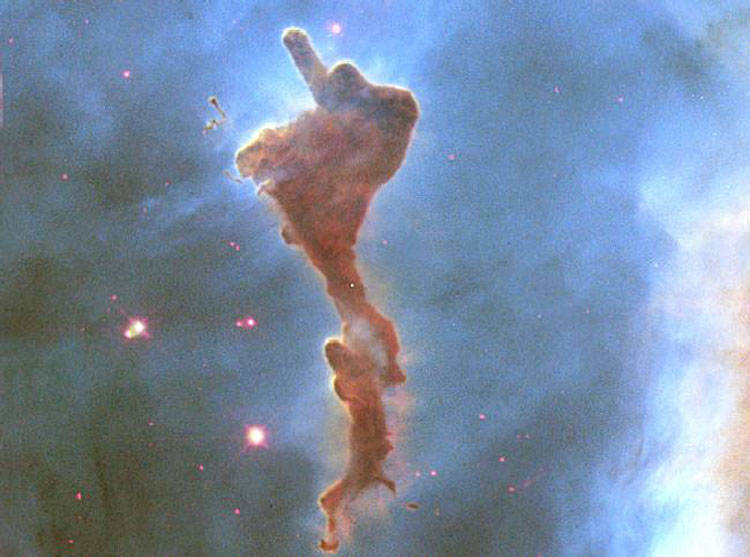
Trong vòng một vài triệu năm ánh sáng từ ngôi sao sáng sẽ nung nóng đám mây khí và bụi phân tử này. Các đám mây đã bị phá vỡ từ tinh vân Carina. Các sao mới thành lập có thể nhìn thấy ở gần đó, hình ảnh của chúng bị đỏ lên bởi ánh sáng màu xanh bị bụi làm tán xạ. Hình ảnh này kéo trong khoảng dài khoảng hai năm ánh sáng và đã được Kính thiên văn Hubble chụp trong năm 1999.

Vật lý thiên văn nguyên tử quan tâm đến việc thực hiện các tính toán vật lý nguyên tử có ích cho các nhà thiên văn học và sử dụng dữ liệu nguyên tử để giải thích các quan sát thiên văn. Vật lý nguyên tử đóng một vai trò quan trọng trong vật lý thiên văn như là thông tin duy nhất của các nhà thiên văn học về một đối tượng đặc biệt thông qua ánh sáng mà nó phát ra, và ánh sáng này phát sinh qua chuyển dịch nguyên tử.
Vật lý thiên văn phân tử, được Alexander Dalgarno, nhà hóa học thiên văn phát triển thành một lĩnh vực nghiên cứu phong phú kể từ năm 1967, với việc nghiên cứu phát xạ từ các phân tử trong vũ trụ. Hiện tại đã có 110 phân tử giữa các vì sao được biết tới. Những phân tử trên xuất hiện với số lượng lớn trong các lần chuyển tiếp quan sát được. Quang phổ vạch cũng có thể quan sát khi hấp thụ phát xạ điện từ—ví dụ các vạch dịch chuyển đỏ quan sát được ở quasar PKS1830-211. Phát xạ năng lượng cao, như tia cực tím, có thể phá vỡ liên kết phân tử đang giữ nguyên tử trong phân tử. Nói chung phân tử được tìm thấy trong các môi trường vật lý thiên văn lạnh. Các đối tượng lớn nhất trong thiên hà của chúng ta là những đám mây khổng lồ chứa phân tử và bụi được gọi là những đám mây phân tử khổng lồ. Trong những đám mây trên, và các phiên bản nhỏ hơn của chúng, sao và các hành tinh đang hình thành. Một trong các lĩnh vực nghiên cứu chính của vật lý thiên văn phân tử  là sự hình thành sao, và sự hình thành hành tinh. Phân tử có thể được tìm thấy trong nhiều môi trường, từ bầu khí quyển củasao đến những bầu khí quyển của hành tinh vệ tinh. Hầu hết các bầu khí quyển này là tương đối mát mẻ, và phát xạ phân tử được nghiên cứu dễ dàng nhất qua photon phát xạ khi các phân tử thực hiện quá trình chuyển đổi định kỳ giữa các mức năng lượng thấp. Một phân tử, bao gồm nhiều nguyên tử carbon và oxy, và rất hạn chế việc tách thành các nguyên tử, là cacbon monoxit (CO). Bước sóng của photon phát ra từ khi phân tử CO rơi từ mức kích thích thấp nhất sang mức năng lượng 0, còn gọi là năng lượng nền là 2.6 mm, hoặc 115 gigahertz. Đây là tần số cao hơn hàng nghìn lần so với tần số radio FM điển hình. Tại các tần số cao như vậy các phân tử trong khí quyển trái Đất có thể chặn việc phát xạ từ không gian, và kính thiên văn phải ở vị trí rất cao và khô (nước trong trong khí quyển là chất chặn phát xạ chủ yếu). Kính thiên văn radio phải có bề mặt rất chính xác để tạo ra các hình ảnh độ nét cao.
Vào ngày 21 tháng 2 năm 2014, NASA công bố hệ cơ sở dữ liệu nâng cấp để theo dõi hydrocarbon thơm đa vòng (PAHs) trong vũ trụ. Theo các nhà khoa học, hơn 20% carbon trong vũ trụ có thể được liên kết với các PAH, vốn là vật liệu khởi đầu có thể cho tạo lập sự sống. PAH dường như đã được hình thành ngay sau Vụ Nổ Lớn, phổ biến rộng khắp trong vũ trụ, và liên quan đến các ngôi sao mới và các hành tinh ngoài Hệ Mặt Trời.